# Jacob Jäger

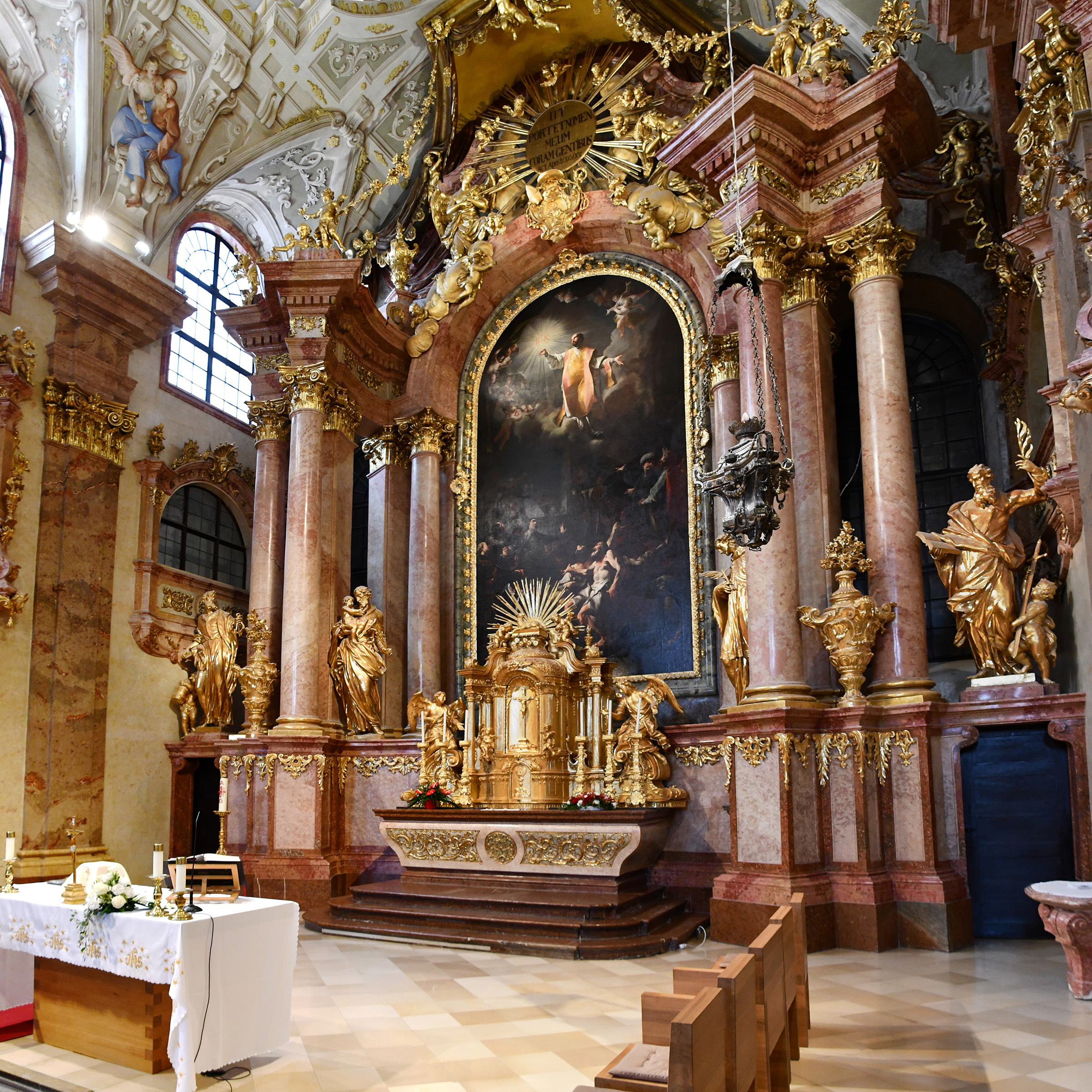
Ehem. Ignatiuskirche in Győr, Hochaltar

Jacob Jäger (Johann Jacob Jäger; * 1705 in Schönberg in Tirol; † 11. Jänner 1750 in Wien) war ein österreichischer Steinmetzmeister.

## Familie
Der Steinmetz Johann Jacob Jäger, von „Schönberg ex Imperio“ war ein wandernder Handwerker. Er war der Sohn des Conrad Jäger und dessen Frau Anna.
Jacob Jäger heiratete am 2. Juni 1732 in der Wiener Michaelerkirche „Clara Edlin von hier“. Es gibt dabei keine Angaben zu seiner beruflichen Tätigkeit.
Jacob Jäger starb am 11. Jänner 1750, wohnhaft beim „Goldenen Adler“ in Wien.

### Nachkommen
Im Jahr 1737 wurde seine Tochter Maria Anna Josepha, am 18. Mai 1739 seine Tochter Maria Magdalena geboren. Am 27. Juli 1742 kam Sohn Leopold zu Welt, der am 15. Dezember 1742 verstarb. Am 6. September 1744 fand die Geburt des Sohnes Franz statt, am 20. August 1746 jene der Tochter Anna Maria Elisabeth, am 31. Jänner 1748 die Geburt der Anna Maria Sabina und am 19. November 1749 die des Joseph Johann.

## Steinmetzmeister der Wiener Bauhütte
Bei der Taufe der Tochter Maria Anna Josepha am 14. Februar 1737 wurde er als bürgerlicher Steinmetzmeister bezeichnet.
Lehrmeister
- Johann Gehmacher aus dem Salzburgischen stammend, erlernte das Steinmetzhandwerk bei Meister Jacob Jäger. Am 17. September 1741 erfolgte seine Freisprechung.[5] Die letzten zwei Jahre lernte er vor allem in der Pfarrkirche von Göllersdorf, → Werke von Meister Jäger. Gehmacher wurde Meister im kayserlichen Steinbruch
- Seinen Sohn Franz, 1744 geboren, konnte er selbst nicht mehr zum Steinmetz ausbilden. Dessen Lehrmeister wurde 1757 Hof-Steinmetzmeister Gabriel Steinböck.

## Werke
Pfarrkirche Göllersdorf
1740 erhielt Johann Lucas von Hildebrandt von Friedrich Karl von Schönborn-Buchheim den Auftrag zum Um- und Neubau der Pfarrkirche Göllersdorf unter Verwendung der noch brauchbaren Bausubstanz. Steinmetzarbeiten (Steinausschmückungen) erfolgten durch Jacob Jäger. Ende 1741 waren die Arbeiten abgeschlossen.
Jesuitenkirche in Raab
Der Bildhauer Johann Joseph Resler fertigte von 1743 bis 1745 die bildhauerische Ausstattung der ehemaligen Jesuitenkirche in Raab.
Er und Jakob Jäger reisten am 13. Mai 1743 nach Raab, wo ein Vertrag über die Errichtung des Hochaltars mit dem Rektor des Raaber Jesuitenkollegs, Philipp Pez abgeschlossen wurde.
Der imposante bühnenartige Hochaltar, je drei mächtige marmorierte Säulen die das Altarbild umrahmen, die Statuen, wurden in Wien angefertigt und auf dem Wasserweg über die Donau nach Raab geschafft. Es gibt einen nicht ausgeführten, von Jäger signierten Altarentwurf für die Jesuitenkirche in Raab aus dem Jahre 1740.